# Agrokor

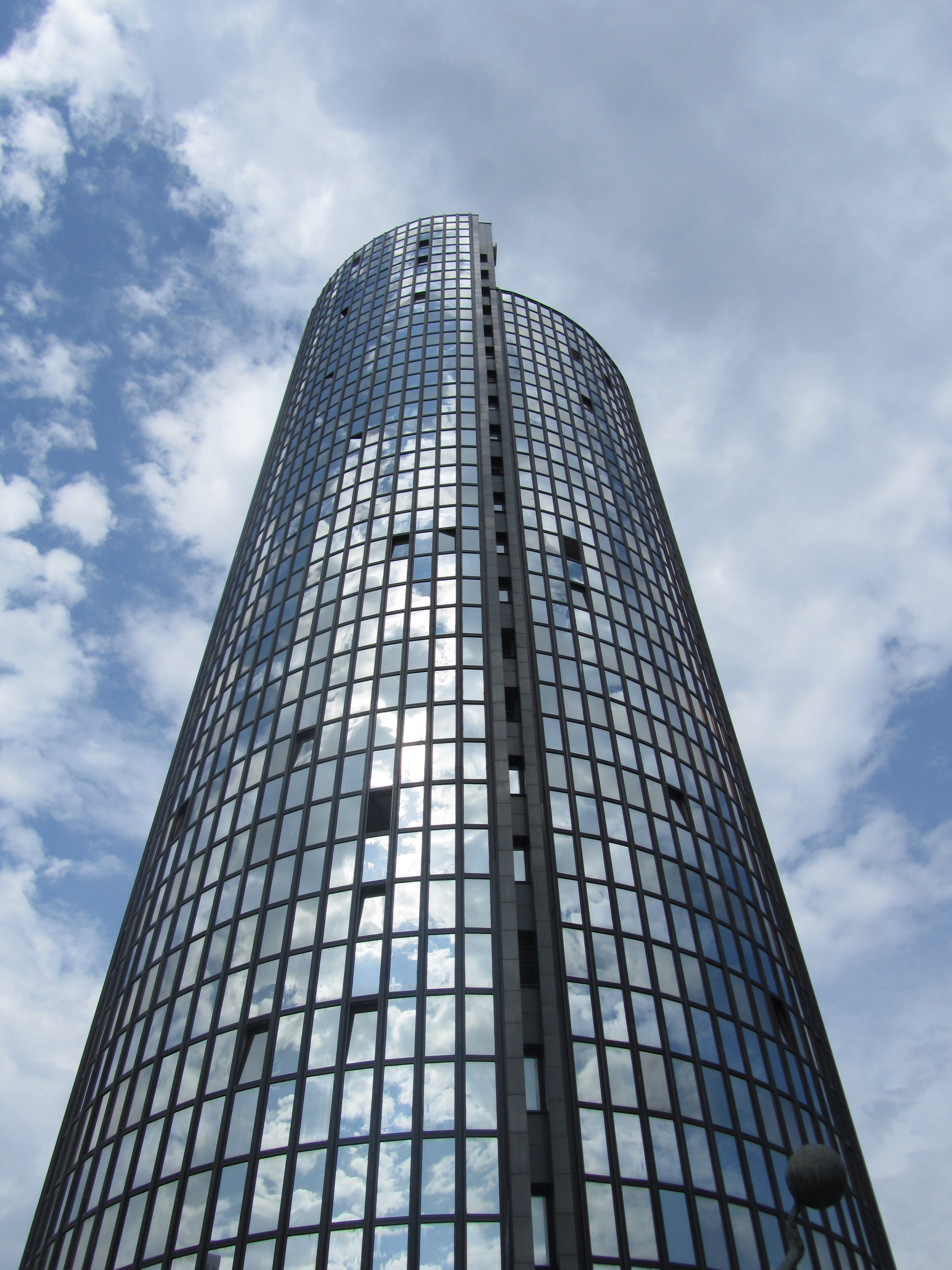
Cibona Tower, sídlo Agrokoru v Záhřebu

Agrokor je chorvatská maloobchodní akciová společnost a nadnárodní holding se sídlem v Záhřebu. Byla založena v roce 1976. Skupuje různé podniky na Balkánu, patří ji například řetězec s potravinami Konzum, který v Chorvatsku čítá přes 700 poboček, značky balené vody Jamnica, Jana, značka zmrzlin Ledo nebo například síť trafik Tisak. Jejím CEO a budovatelem byl do začátku roku 2017 nejbohatší chorvatský podnikatel Ivica Todorić.
V posledních letech se firma dostala díky velké expanzi a následnému zadlužení do problémů. Na začátku roku 2017 byl sesazen z vedení Todorić a byl dosazen krizový management. Problémem se zabývá i chorvatská vláda.
Firma Agrokor je často přirovnávána k českému potravinářsko-chemicko-zemědělskému holdingu Agrofert. Bývalý majitel Agrofertu Andrej Babiš se přátelí s Ivicou Todorićem.

## Aféra Agrokor
Aféra Agrokor (chorvatsky Afera Agrokor) vedla v roce 2017 k destabilizaci politické situace v Chorvatsku a pádu koaliční vlády HDZ a Most.

### Průběh
Aféru odstartovaly pochybnosti v účetnictví tehdy největší chorvatské společnosti Agrokor, která v druhé dekádě 21. století získala na významu především po fúzi některých dalších regionálně významných společností (např. Mercator). Pomocí dostupných úvěrů se jí podařilo rychle expandovat a získat dominantní podíl na trzích několika zemí bývalé Jugoslávie. Společnost zaměstnávala v roce 2017 cca 60 tisíc lidí a její obrat představoval 15 % chorvatského HDP.
V první polovině roku 2017 byla společnost Agrokor v dluhu ve výši 6 miliard  USD.

### Politická reakce
Ekonomické potíže podniku přiměly chorvatskou vládu, aby schválila zákon, který umožní velkým podnikům vyhnout se riziku bankrotu a zajistí jim automaticky státní ochranu. Zákon byl přezdíván v médiích Lex Agrokor. Poté, co chorvatští sociální demokraté vyzvali ministra financí Zdravko Mariće a bývalého manažera společnosti Agrokor k rezignaci, se k jejich požadavku přidala strana Most, čímž došlo fakticky k ohrožení chorvatské vládnoucí koalice, kterou tvořilo Chorvatské demokratické spojenectví (HDZ) a strana Most.